# ديرون روكاوا
ديرون روكاوا (بالإنجليزية: Derone Raukawa) مواليد 24 يوليو 1994 في نيوزيلندا، هو لاعب كرة سلة نيوزلندي. بدأ مسيرته الاحترافية في سنة 2014. يلعب مع ساوثلاند شاركز في الدوري النيوزيلندي لكرة السلة كلاعب هجوم خلفي. يحمل الرقم 8.

## المسيرة الاحترافية
لعب مع ماناواتو جيتز في سنة 2014، ثم لعب مع ساوثلاند شاركز في سنة 2016، ثم لعب مع نيو زيلاند بريكرز في الدوري الأسترالي في موسم 2016–17.

## روابط خارجية
- ديرون روكاوا على موقع الاتحاد الدولي لكرة السلة (الإنجليزية)
- ديرون روكاوا على موقع كرة السلة الأوروبية.كوم (الإنجليزية)
- ديرون روكاوا على موقع ريلجم (الإنجليزية)
- ديرون روكاوا على موقع بروبوليرز (الإنجليزية)
- ديرون روكاوا على موقع سبورتس رفرنس (الإنجليزية)